# Деллингсгаузен, Эдуард Карлович
Барон Эдуард Карлович Деллингсгаузен (Карл Эдуард Людвиг) (5 августа 1824 года, имение Селленкюль, Эстляндская губерния — 14 ноября 1888 года, имение Тойс, Эстляндская губерния) — барон, русский генерал, участник Кавказских походов и русско-турецкой войны 1877—1878 гг.

## Биография
Происходил из дворян Эстляндской губернии.

### Морская служба
Кончил курс в Морском кадетском корпусе в декабре 1841 г. и произведён в мичманы с назначением в 25-й флотский экипаж, но тогда же оставлен для слушания курса в офицерских классах морского корпуса. По окончании курса до марта 1846 г. был в экипаже, а в марте был, за болезнью, уволен с чином лейтенанта.

### Армейская служба
Морская служба не пришлась по вкусу молодому офицеру — и тот же 1846 год, в сентябре, застает его уже прапорщиком Тенгинского пехотного полка с назначением адъютантом к бывшему начальнику главного штаба Кавказской армии, генерал-адъютанту Коцебу.

### Кавказская война
Уже в январе 1847 г. принял участие в экспедиции в Галашевское ущелье, в отряде генерал-майора Нестерова. В том же году последовало производство в подпоручики и затем в поручики (июнь), за отличие в делах при действиях в Дагестане главного отряда Кавказского наместника, генерал-адъютанта князя Воронцова.
В 1848 году принимал участие в боевых действиях дагестанского отряда генерал-адъютанта князя Аргутинского и удостоился получить ордена св. Анны 4-й степени с надписью «За храбрость» и св. Анны 3-й степени с бантом. Следующий год доставил возможность отличиться дважды: при взятии аула Чох и при рассеянии отрядов Шамиля; за эти два дела был произведён в штабс-капитаны.
В 1850 г. ему принимал деятельное участие в устройстве Куринского укрепления (в отряде генерал-майора Козловского), лагеря и рубке леса на Качкалыковских высотах, за что и был произведён в капитаны.
В 1851 г. за новые отличия в делах с горцами на p. Белая, в отряде генерал-лейтенанта Завадовского, получил майорские эполеты и зачислен по армии. Следующий год прошёл спокойно, но уже в 1853 г. он очутился на левом фланге Кавказской линии и в отряде генерал-лейтенанта князя Барятинского участвовал в экспедиции в Галашевское ущелье и в боях с Шамилем.
За отличие, оказанное в этих делах, производится в подполковники и, по распоряжению главнокомандующего Кавказской армией, прикомандировывается к Егерскому генерал-фельдмаршала князя Варшавского графа Паскевича Эриванского полку.

### Крымская война
Начало Восточной войны в 1853 году застало его адъютантом у начальника штаба 4-го и 5-го корпусов на Дунае, генерал-адъютанта П. Коцебу, причём за деятельность при осаде Силистрии он удостоился ордена св. Владимира 4-й степени с бантом и золотой полусабли с надписью «За храбрость».
В феврале 1855 года получил назначение командующим Орловским егерским графа Паскевича Эриванского полком, но, ещё не отправившись к месту нового служения, был назначен командующим формировавшимся тогда Витебским резервным егерским полком, с производством, 30 августа, за отличие, в полковники.

### Польское восстание 1863 года
С 1857 года командовал Нарвским пехотным полком, а в 1863 году, за отличие при усмирении польского мятежа, был произведен в генерал-майоры с назначением состоять в распоряжении командующего войсками Варшавского военного округа. Затем, в 1864 году, был назначен для особых поручений при штабе Одесского военного округа, а в 1867 году состоял при 1-й гвардейской пехотной дивизии и в феврале того же года назначен был командующим сперва 11-й пехотной дивизией, а затем, в 1869 году, командующим 26-й пехотной дивизией. В 1871 году был произведён в генерал-лейтенанты.

### Русско-турецкая война (1877—1878)
На русско-турецкую войну 1877—1878 гг. отправился во главе 26-й пехотной дивизии, которая поступила, после своей переправы через Дунай, в отряд наследника цесаревича (будущего императора Александра III), где последовательно начальствовал Копровицким, Чаиркиойским и Тырновским отрядами, и успешно отражал нападения турок. Состоя командующим 11-м армейским корпусом, расположенном на южной части обширного фронта, занятого Рущукским отрядом наследника цесаревича, ему пришлось принять на себя удар Сулеймана-паши, направленный на Елену и Тырново. Отсутствие должной энергии в действиях турок и проявленная им настойчивая энергия в сборе подкреплений, помогли русским войскам благополучно выйти из крайне тяжёлого положения.
В январе 1878 году командовал левым боковым отрядом (12 батальонов, 8 эскадронов, 38 орудий), который должен был перевалить через Балканы у Твардицы, что и было исполнено без боя, но с величайшими трудностями движения по обледенелым горным кручам. После перехода через Балканы и занятия Адрианополя, был назначен командиром 9-го армейского корпуса и Адрианопольским генерал-губернатором. За военные отличия в 1877—1878 годах Деллингсгаузен удостоен ордена Белого Орла с мечами и золотой, украшенной бриллиантами, шпагой с надписью «За храбрость».

### Отставка в чине генерала от инфантерии
В августе 1878 года назначен командиром 3-го армейского корпуса, а в июле 1882 года — командиром 14-го армейского корпуса.
В октябре 1885 года произведён в генералы от инфантерии с увольнением от службы.
Умер в 1888 году в своём имении в Эстляндии.